# Ali Hazem
Ali Rizk A.A. Hazem (ur. 25 stycznia 1994) – egipski judoka. 
Uczestnik mistrzostw świata w 2018, 2019, 2022 i 2023. Startował w Pucharze Świata w 2015, 2016 i 2023. Triumfator igrzysk afrykańskich w 2019;  trzeci w 2015 i 2023. Zdobył osiem medali na mistrzostwach Afryki w latach 2014 - 2024.